# Jamal Sampson
Jamal Wesley Sampson (Inglewood, 15 maggio 1983) è un ex cestista statunitense, professionista nella NBA, in Asia e in Europa.

## Carriera
È stato selezionato dagli Utah Jazz al secondo giro del Draft NBA 2002 (47ª scelta assoluta).

## Statistiche

### College
| Anno      | Squadra         | PG | PT | MP   | TC%  | 3P% | TL%  | RP  | AP  | PRP | SP  | PP  |
| --------- | --------------- | -- | -- | ---- | ---- | --- | ---- | --- | --- | --- | --- | --- |
| 2001-2002 | Calif. G. Bears | 32 | 31 | 24,9 | 42,6 | -   | 52,6 | 6,5 | 1,2 | 0,5 | 1,7 | 6,4 |
| Carriera  | Carriera        | 32 | 31 | 24,9 | 42,6 | -   | 52,6 | 6,5 | 1,2 | 0,5 | 1,7 | 6,4 |

### NBA

#### Regular Season
| Anno      | Squadra           | PG | PT | MP   | TC%  | 3P% | TL%  | RP  | AP  | PRP | SP  | PP  |
| --------- | ----------------- | -- | -- | ---- | ---- | --- | ---- | --- | --- | --- | --- | --- |
| 2002-2003 | Milwaukee Bucks   | 5  | 0  | 1,6  | 0,0  | -   | -    | 0,4 | 0,2 | 0,2 | 0,0 | 0,0 |
| 2003-2004 | L.A. Lakers       | 10 | 2  | 13,0 | 47,8 | -   | 58,3 | 5,2 | 0,7 | 0,2 | 0,4 | 2,9 |
| 2004-2005 | Charlotte Hornets | 23 | 0  | 14,3 | 45,2 | -   | 59,0 | 5,3 | 0,3 | 0,2 | 0,7 | 3,4 |
| 2005-2006 | Sacramento Kings  | 12 | 0  | 3,3  | 71,4 | -   | 0,0  | 1,5 | 0,4 | 0,0 | 0,3 | 0,8 |
| 2006-2007 | Denver Nuggets    | 22 | 3  | 5,7  | 64,3 | 0,0 | 42,9 | 2,2 | 0,2 | 0,1 | 0,3 | 1,1 |
| Carriera  | Carriera          | 72 | 5  | 8,8  | 49,1 | 0,0 | 53,7 | 3,4 | 0,4 | 0,1 | 0,4 | 2,0 |